# Elvira Lindo
Elvira Lindo Garrido (Cádiz, Andalucía, 23 de enero de 1962) es una escritora y periodista española, conocida principalmente por ser la creadora de Manolito Gafotas. Su actividad ha abordado el periodismo, la novela y el guion televisivo y cinematográfico. Fue reconocida con la Medalla de Oro al Mérito en las Bellas Artes en 2024.

## Biografía
A sus doce años se fue a vivir a Madrid, donde, tras el bachillerato, estudió periodismo, que alternó con su trabajo como locutora para Radio Nacional de España, abandonando finalmente la carrera para dedicarse de lleno a su trabajo en la radio y la televisión como locutora, actriz y guionista. Casada en 1994 con el escritor Antonio Muñoz Molina, Elvira Lindo tiene un hijo de su primer matrimonio.

## Trayectoria
Su primera novela de género infantil se construyó en torno a uno de sus personajes radiofónicos, que ella misma interpretaba en la radio, el niño madrileño Manolito Gafotas en 1994, que se hizo muy popular y se convirtió en un clásico de la literatura infantil española, protagonizando una serie de novelas en primera persona escritas con sólido estilo literario, humor, ironía y aguda crítica social. En 1998 obtuvo el Premio Nacional de Literatura Infantil y Juvenil por Los trapos sucios de Manolito Gafotas.
La autora ha escrito también novelas para adultos: El otro barrio (1998), Algo más inesperado que la muerte (2002), Una palabra tuya (2005) —XIX Premio Biblioteca Breve— Lo que me queda por vivir (2010), A Corazón abierto (2020), En la boca del lobo (2023). 
También ha escrito teatro y los guiones para las películas La primera noche de mi vida, junto al director Miguel Albaladejo, Manolito Gafotas, Ataque verbal, de nuevo junto al director alicantino, Plenilunio, adaptación de la novela de su marido, el escritor y académico Antonio Muñoz Molina y La vida inesperada (2014) dirigida por Jorge Torregrosa. En 2023 Elvira Lindo escribió el guion de la película Alguien que cuide de mí, que codirigió junto a Daniela Fejerman. En 2019 estrenó El niño y la bestia, que ella misma definió como un cuento musical. La obra, estrenada en el Teatro Fernán Gómez de Madrid y donde ella ejerce de narradora, está inspirada en su propio padre, Manuel Lindo, y rinde homenaje a los niños de la posguerra española.

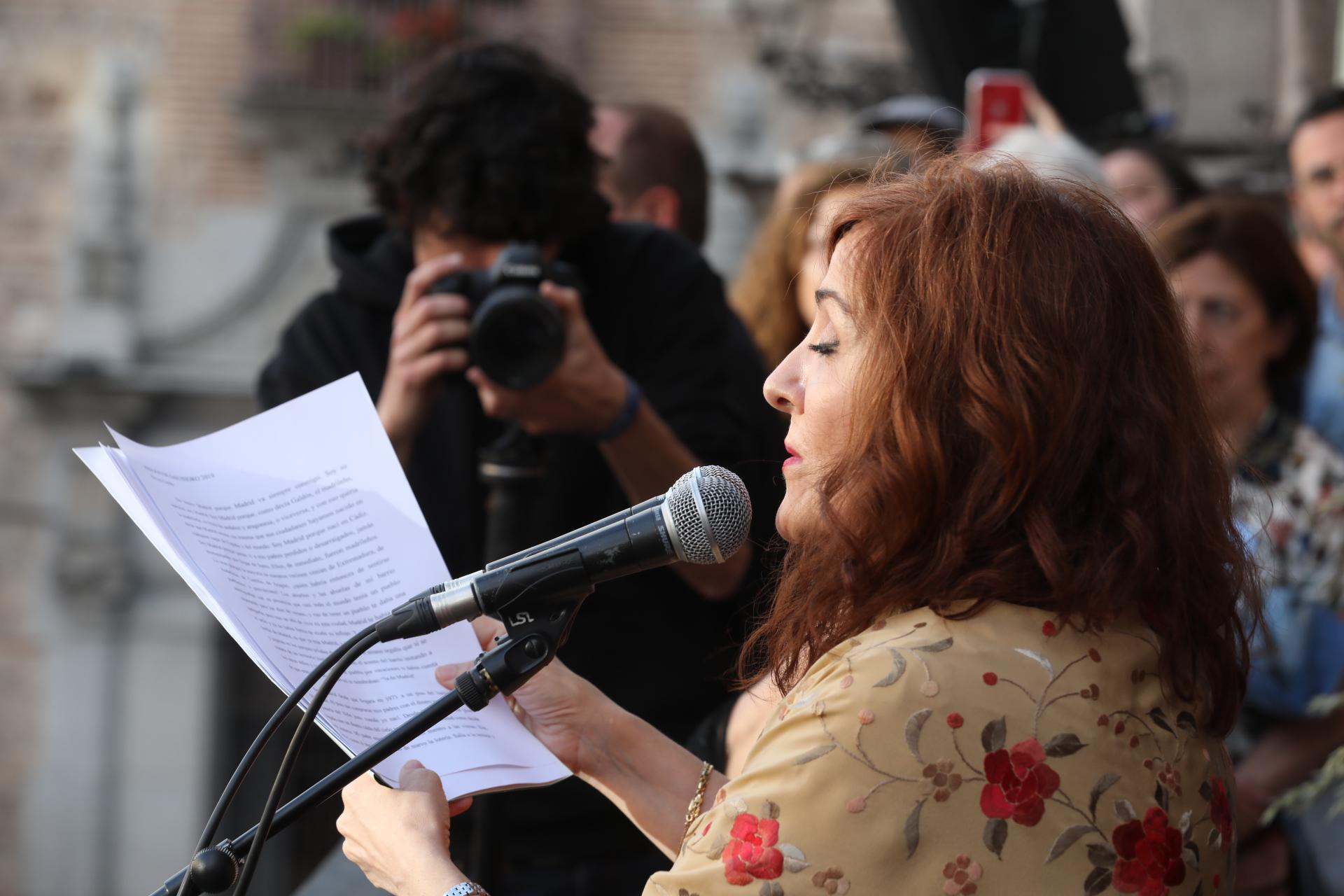
Elvira Lindo como pregonera en las fiestas de San Isidro (2019)

En el año 2000 comenzó a colaborar en el periódico El País con su columna veraniega titulada Tintos de verano en la que caracterizó su vida de intelectual, crónicas que después han sido publicadas en forma de libros (Tinto de verano, El mundo es un pañuelo —Tinto de verano II— y Otro verano contigo). En la actualidad, Elvira Lindo sigue publicando una columna dominical titulada Don de gentes y que se empezó a publicar en 2001.
En noviembre de 2011 publicó Lugares que no quiero compartir con nadie (ed. Seix Barral), un libro en el que relata sus reflexiones y vivencias en Nueva York. Cuatro años después salió a la luz Noches sin dormir, un libro en forma de diario donde relata sus últimos meses en Nueva York.
Entre 2010 y 2012 se unió al equipo de Asuntos propios, programa radiofónico diario dirigido por Toni Garrido. Cada miércoles la escritora "elegía su propia aventura" comentando noticias curiosas y de poca repercusión pero de gran relevancia. Actualmente colabora en la Cadena SER en el programa La Ventana, dirigido por Carles Francino. En 2023, Elvira Lindo adaptó para la Cadena SER el cuento de Hansel y Gretel. El cuento de Navidad contó con las interpretaciones de Ana Wagener, Marco Guerrero, Javier Cámara, Emma Suárez o María Pujalte. En 2024 Elvira Lindo volverá a escribir el cuento de Navidad para la SER. En esta ocasión, el protagonista será el personaje de ficción Manolito Gafotas.
En 2024 publicó Todo Manolito Gafotas (Seix Barral, ISBN, 978-84-322-4415-5) un libro homenaje y un estuche con toda la saga, e ilustraciones de Emilio Urberuaga, coincidiendo con el 30 aniversario del primer libro infantil, Manolito Gafotas.En diciembre de ese mismo año, la escritora volvió a poner voz a Manolito Gafotas en la audioficción El cuento de Navidad de la Cadena SER.

## Obra

### Narrativa adulta
- El otro barrio (1999, Ollero & Ramos, Alfaguara, Seix Barral)[12]
- Tinto de verano (2001, Aguilar), recopilación de artículos publicados en agosto de 2000 en el diario El País
- Algo más inesperado que la muerte (2002, Alfaguara)
- Tinto de verano 2. El mundo es un pañuelo (2002, Aguilar), recopilación de artículos publicados en agosto de 2001 en el diario El País
- Tinto de verano 3. Otro verano contigo (2003, Aguilar), recopilación de artículos publicados en agosto de 2002 en el diario El País
- Una palabra tuya (2005, Seix Barral), Premio Biblioteca Breve
- Lo que me queda por vivir (2010, Seix Barral)
- Lugares que no quiero compartir con nadie (2011, Seix Barral)
- Tinto de verano (2016, Fulgencio Pimentel), recopilación de artículos publicados originalmente entre 2000 y 2004 en el diario El País
- A corazón abierto (2020, Seix Barral)
- En la boca del lobo (2023, Seix Barral)

No ficción
- Ser compañera, en: Ser mujer de Laura Freixas (2000)
- Don de gentes (2011, Alfaguara), recopilación de artículos publicados en el suplemento Domingo de El País
- Noches sin dormir (2015, Seix Barral)
- 30 maneras de quitarse el sombrero (2018, Seix Barral)

### Narrativa infantil
Serie de Manolito Gafotas
1. Manolito Gafotas (1994, Alfaguara Infantil y Juvenil)
2. Pobre Manolito (1995, Alfaguara Infantil y Juvenil)
3. ¡Cómo molo! (1996, Alfaguara Infantil y Juvenil)
4. Los trapos sucios (1997, Alfaguara Infantil y Juvenil)
5. Manolito on the road (1998, Alfaguara Infantil y Juvenil)
6. Yo y el Imbécil (1999, Alfaguara Infantil y Juvenil)
7. Todo Manolito (2000, Alfaguara Infantil y Juvenil), comprendía los 6 primeros títulos
8. Manolito tiene un secreto (2002, Alfaguara Infantil y Juvenil)
9. Mejor Manolo (2012, Seix Barral)

Serie de Olivia
1. Olivia y la carta a los Reyes Magos (1996, SM)
2. La abuela de Olivia se ha perdido (1997, SM)
3. Olivia no quiere bañarse (1997, SM)
4. Olivia no quiere ir al colegio (1997, SM)
5. Olivia no sabe perder (1997, SM)
6. Olivia tiene cosas que hacer (1997, SM)
7. Olivia y el fantasma (1997, SM)

Otros cuentos
- Charanga y pandereta (1999)
- Amigos del alma (2000, Alfaguara Infantil y Juvenil)
- Fue una gran dibujante (2001)
- Bolinga (2002, Proyecto Sur de Ediciones, Alfaguara Infantil y Juvenil)

Obras de teatro
- La ley de la selva (1996)
- La sorpresa del roscón (2004)
- El niño y la bestia (2019)

Guiones
- La primera noche de mi vida (1998)
- Manolito Gafotas (1998)
- Ataque verbal (2000)
- Plenilunio (2000)
- El cielo abierto (2000)
- Una palabra tuya (2008)
- Lo que me queda por vivir (2010)
- La vida inesperada (2014)
- Alguien que cuide de mí (2023)

## Actriz ocasional
Ha trabajado ocasionalmente como actriz en proyectos cinematográficos con los que ha estado relacionada, haciendo papeles secundarios caracterizados por una gran dosis de humor:
- Mensaka (1999, dir: Salvador García Ruiz), aparece como presentadora de un programa cultural
- La primera noche de mi vida (1998, dir: Miguel Albaladejo)
- Manolito Gafotas (1999, dir: Miguel Albaladejo)
- Plenilunio (2000, dir: Imanol Uribe), como locutora de radio
- Ataque verbal (2000, dir: Miguel Albaladejo), interpreta a Rosario en la escena «Ataque n.º 6», basada en el relato de Lindo «Dos barrenderas» y que es una de las siete que conforman la película
- El cielo abierto (2000, dir: Miguel Albaladejo), interpreta a Belinda, una cleptómana
- Año mariano (2000, dir: Karra Elejalde y Fernando Guillén Cuervo), cameo
- Sin vergüenza (2001, dir: Joaquín Oristrell), interpreta a la psicoanalista de la protagonista
- 7 vidas (2003, dir: Arantxa Écija), interpreta a la dueña del nuevo bar en el capítulo «Amantes»
- Planta 4ª (2003, dir: Antonio Mercero), interpreta a la enfermera Díaz
- Cachorro (2004, dir: Miguel Albaladejo), como Violeta

## Premios
Medallas del Círculo de Escritores Cinematográficos
| Año  | Categoría            | Película                    | Resultado |
| ---- | -------------------- | --------------------------- | --------- |
| 1998 | Mejor guion original | La primera noche de mi vida | Ganadora  |

- Premio Cervantes Chico 1999.
- Premio BBK Ja! Bilbao 2019, distingue cada año a escritores que el humor es importante dentro de su obra, dentro de Festival Internacional de Literatura y Arte con Humor Ja! Bilbao.[14]
- Premio LIBER 2023 a la autora hispanoamericana más destacada.[15]

Distinciones honoríficas
- Hija Predilecta de la provincia de Cádiz (2011)[16]
- Medalla de Oro al Mérito en las Bellas Artes 2024